# Wolfgang Sigismund von Orsini-Rosenberg
Wolfgang Sigismund von Orsini-Rosenberg (* 16. April 1682 in Wien; † 18. April 1739 auf Thalenstein bei Niedertrixen, Völkermarkt), vollständig Wolfgangus Sigismundus Carolus Josephus (ab 1684) Reichsgraf von Orsini-Rosenberg, Freiherr auf Lerchenau und Grafenstein, war ein Kärntner Adeliger aus dem Hause Orsini-Rosenberg. Von 1728 bis 1734 bekleidete er das Amt des Kärntner Landeshauptmanns. 

## Leben
Wolfgang Sigismund studierte Philosophie in Wien und Rechtswissenschaften in Prag, später in Leiden. 1701 bis 1703 absolvierte er eine ausgiebige Kavalierstour. Nach seiner Rückkehr wurde er Dienstkämmerer von Kaiser Joseph I. und 1716 von Kaiser Karl VI. Nach seiner Hochzeit 1721 zog er nach Kärnten, wo er in Klagenfurt und auf Schloss Haimburg wohnte. 1722 wurde er von den Kärntner Landständen zum Verordneten gewählt. 1724 wurde er k.k. Kämmerer und geheimer Rat. 1728 wurde er zum Landeshauptmann von Kärnten ernannt. Im Gegensatz zur früher üblichen Ernennung auf Lebenszeit ernannte ihn Karl VI. wie schon seinen Vorgänger nur für fünf Jahre. 1733 wurde Orsini-Rosenberg zum Burggrafen in Kärnten gewählt.
Orsini-Rosenberg heiratete 1721 Maria Anna Reichsgräfin von Hohenfeldt. Mit ihr hatte er folgende Kinder:
- Wolfgang Joseph (1722–1723)
- Wolfgang Franz Xaver (1723–1796), erster Fürst von Orsini-Rosenberg
- Maria Leopoldina (1725)
- Wolfgang Benedikt (1726–1731)
- Maria Aloisia (1728–1790)
- Maria Carolina Josepha (1729–1777)
- Maria Josepha (1730)
- Maria Carolina (1732–1779)
- Wolfgang Philipp (1734–1821)

Orsini-Rosenberg starb 1739 auf Schloss Thalenstein und wurde in der Xaverikapelle der Dom- und Stadtpfarrkirche von Klagenfurt bestattet.